# Skalní kostely v Ivanovu
Skalní kostely v Ivanovu (bulharsky Ивановски скални църкви) je skupina kostelů, kaplí a klášterů u obce Ivanovo v Rusenské oblasti v severním Bulharsku. Jsou vytesány do jednoho skalního masivu a obsahují velké množství nástěnných maleb. První poustevníci v místních jeskyních se objevovali již v průběhu 12. století, avšak vznik maleb sahá až do pozdější doby. 
V roce 1979 byly ivanovské jeskynní památky zapsány na seznam Světového dědictví UNESCO.